# Zbyslavice
Zbyslavice – wieś gminna i gmina w powiecie Ostrawa-miasto, w kraju morawsko-śląskim, w Czechach. Liczba mieszkańców wynosi 586, a powierzchnia 7,4 km². 
Miejscowość położona jest na Śląsku Opawskim, zachodnim skraju powiatu Ostrawa-miasto i ok. 16 km na południowy zachód od centrum Ostrawy. Od strony wschodniej sąsiaduje z Čavisovem, na południu z Olbramicami, a na zachodzie z należącym do powiatu Opawa Těškovicami i Bílovem w powiecie Nowy Jiczyn.
Do 31 grudnia 2006 roku miejscowość wchodziła w skład powiatu Nowy Jiczyn, 1 stycznia 2007 została objęta rozszerzonym powiatem Ostrawa-miasto.
Pierwsza wzmianka pochodzi z 1359. W 1869 wieś liczyła 498 mieszkańców, w 1921 676, a w 1970 589.